# Силы обороны Финляндии

Солдаты и офицер Лейб-гвардии Финского стрелкового батальона, 1850-е годы.

Си́лы оборо́ны Финля́ндии, также Оборонительные силы Финляндии (фин. Suomen puolustusvoimat, швед. Finlands försvarsmakt), — финские вооруженные силы, основной задачей которых является военная защита Финляндии.
Кроме того, Финским силам обороны поручено поддерживать другие органы власти в спасении и поддержании порядка и безопасности, а также участвовать в международном кризисном управлении. В июне 2017 года перед Силами обороны была поставлена новая задача — оказание международной военной помощи. Президент Финляндии Александр Стубб является главнокомандующим Силами обороны. Командующий Силами обороны Финляндии с 1 августа 2019 года — генерал Тимо Кивинен, назначенный на эту должность 19 июня 2019 года. Он сменил на этом посту генерала Ярмо Линдберга, который был командующим Силами обороны с 2014 года.
Силы обороны состоят из следующих видов вооружённых сил: сухопутные войска, военно-воздушные силы, военно-морские силы. Весной 2015 года был создан новый отряд быстрого реагирования.
Пограничная служба при Министерстве внутренних дел не входит в состав Сил обороны, но ее персонал и материальные средства могут быть прикреплены к Силам обороны отдельным решением в исключительных обстоятельствах, например, когда существует угроза военного конфликта.
Силы обороны основаны на кадровой системе, при которой только часть военнослужащих оплачивается основным персоналом, а большая часть личного состава военного времени — резервисты. Набор участников происходит на призывной основе. Подавляющее большинство войск военного времени, обученных массовому производству, 96 %, составляют призывники. В мирное время в вооруженных силах работает около 12 000 человек на домашних должностях, около трети из которых являются гражданскими лицами или прошли гражданское обучение. 22 000 призывников проходят подготовку в Силах обороны ежегодно.
Текущая численность войск во время войны составляет 280 тысяч солдат. В принципе, они делятся на резервные силы и силы пополнения. Силы на случай непредвиденных обстоятельств состоят из отделов и подразделений на случай непредвиденных обстоятельств, укомплектованных личным составом и призывниками, а также сил немедленного реагирования, которые состоят в основном из резервистов. Дополнительные силы включают оперативные силы, региональные силы и местные силы. Правительство Сипиля увеличило численность военного времени на 50 000 солдат до нынешнего уровня, объединив численность военного времени с организацией-основателем военного времени и добавив в нее надлежащим образом обученных призывников.
В 2018 году операционные расходы Сил обороны составляли около 1,9 млрд евро. Общие ассигнования и мандат на закупку оборонного оборудования в 2018 году составляли примерно 478 миллионов евро. В общей сложности деньги, потраченные на операционные расходы и закупку оборонного оборудования, составляют около 1,1 процента валового внутреннего продукта Финляндии. 2,3 млрд евро будет направлено на закупку оборонного оборудования в 2018—2027 годах.

## Задачи и полномочия
Силы обороны регулируются Законом о силах обороны (551/2007), который вступил в силу 1 января 2008 года и заменил предыдущий закон с тем же названием 1970-х годов. Согласно новому закону и после внесения в него поправок от 1 июля 2017 года, задачами Сил обороны являются
1. Военная оборона Финляндии, которая включает: а) наблюдение за землей, водой и воздушным пространством и охрану территориальной целостности; (б) защита средств к существованию, основных прав и свобод людей и защита верховенства закона; (c) обеспечение военной подготовки и руководство добровольным обучением национальной обороне и поощрение воли к защите;
2. поддержка других органов власти, включая: (а) официальную помощь для поддержания правопорядка, предотвращения и пресечения террористических преступлений и другой безопасности общества; (б) участие в спасательных операциях путем предоставления необходимого оборудования, персонала и экспертных услуг для спасательных операций;
3. участие в помощи, сотрудничество в области регионального наблюдения или другая международная помощь и деятельность на основании статьи 222 Договора о функционировании Европейского Союза или статьи 42 (7) Договора о Европейском Союзе;
4. участие в международном военном кризисном управлении и военных миссиях в других международных кризисных операциях.

Основная компетенция Сил обороны — разрешение на применение военной силы. Юридический текст формулирует эту задачу следующим образом:
Силы обороны защищают территорию Финляндии, средства к существованию людей и свободу действий государственного руководства, а также защищают правовой общественный порядок, при необходимости, военными средствами в случае вооруженного нападения или аналогичной внешней угрозы против Финляндии. Военные средства должны соответствовать международным обязательствам Финляндии. Военная сила означает использование личного оружия солдата и более мощной вооруженной силы.
Для выполнения своих задач Силы обороны обладают и другими полномочиями, которые предусмотрены большим количеством специальных законов. Основными законодательными актами о компетенции являются Закон о территориальном надзоре и Закон о воинской дисциплине и предупреждении преступности в силах обороны (255/2014). Закон о воинской дисциплине и предупреждении преступности, в свою очередь, дает вооруженным силам право расследовать военные преступления, совершенные самими призывниками и профессиональными военнослужащими, после чего виновные могут быть наказаны либо в дисциплинарном, либо в судебном порядке.
Во время войны или в исключительных обстоятельствах Президент Финляндии может своим указом наделить Силы обороны дополнительными полномочиями, как это предусмотрено в Законе об обороне. Кроме того, правительство в сотрудничестве с президентом, может, в исключительных случаях, наделять дополнительные полномочия по силам обороны, как это предусмотрено в Законе о чрезвычайных полномочиях.

## Организация и роды обороны
С начала 2015 года организация Сил обороны мирного времени состоит из Генерального штаба и его пяти департаментов, Сухопутных, Военно-морских и Военно-воздушных сил и Колледжа национальной обороны. Учреждениями, входящими в состав Генерального штаба, являются Центр командования Силами обороны, Сервисный центр Силах обороны, Управление разведки Сил обороны, Научно-исследовательский институт Сил обороны и Управление материально-технического снабжения Сил обороны.
- Сухопутные войска составляют основную часть сил обороны во время войны. В армию входят пехота, артиллерия, зенитные, пионерские, связные, обслуживающие и спецподразделения. Основу армии составляет пехота.[21]
- Военно-воздушные силы состоят из пяти войск: ВВС Лапландии, Карелии и Сатакунты, Военно-воздушное училище и штаб.[22]
- Военно-морской флот защищает Финляндию, выполняя три основных задачи: наблюдение за морскими районами и борьба с региональными нарушениями, обеспечение морских сообщений и борьба с морскими нападениями.[23]

## Воинская повинность

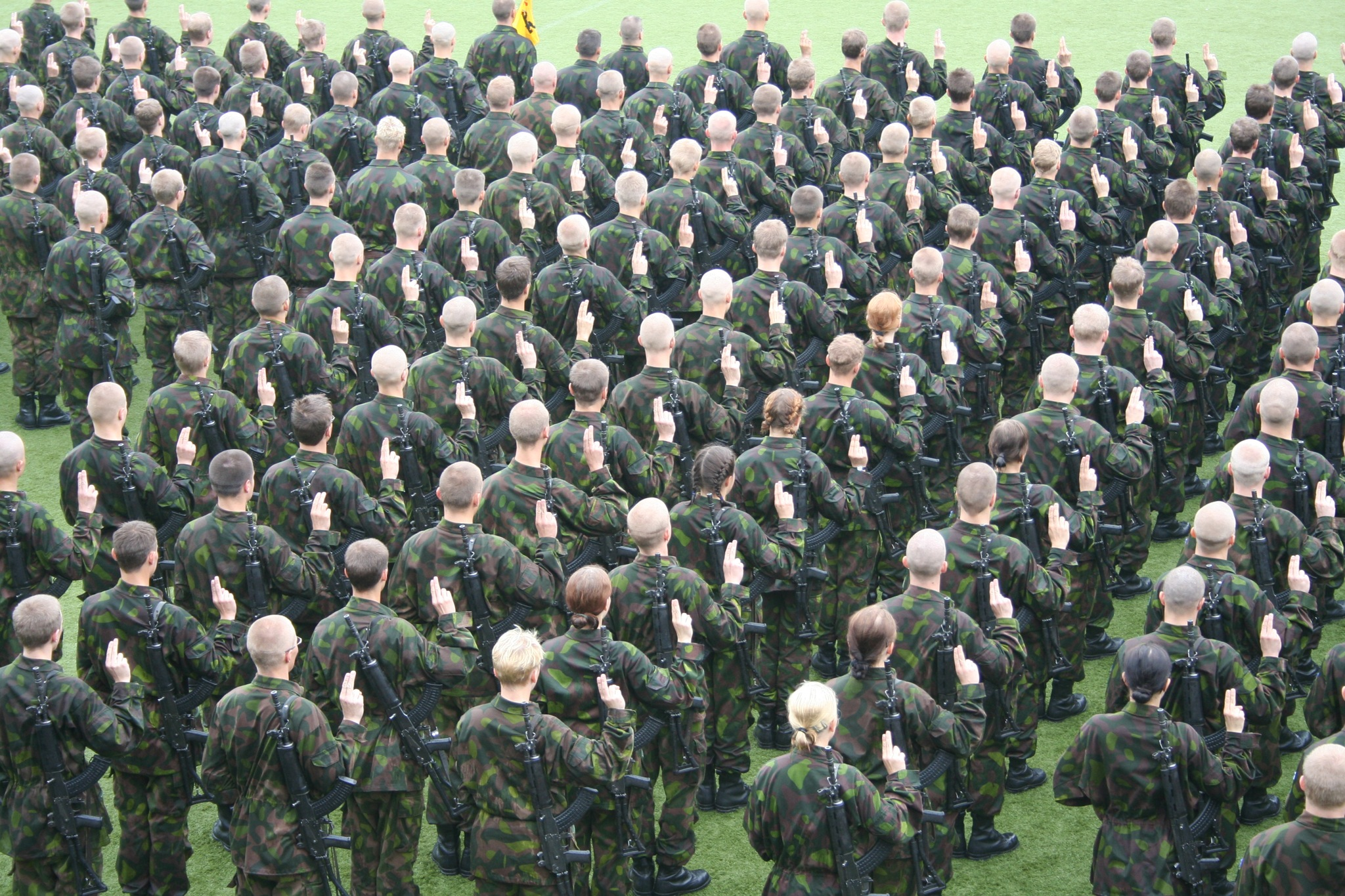
Финские призывники приносят военную присягу.

Призыв распространяется на мужчин в Финляндии, на срок от 165 до 347 дней, в зависимости от воинского звания и должности. По официальным данным Вооружённых сил Финляндии, в них отслужило до 80 % мужчин. От призыва были освобождены жители демилитаризованных Аландских остров (территория с преимущественно шведским населением). Так как население государства меньше 5 500 000 человек, то редко кого освобождают от военной службы, например, по состоянию здоровья. Скорее всего, ВС Финляндии всегда будут по большей части призывными, так как при небольшой численности населения вряд ли когда-либо будет набираться достаточное для военных нужд количество добровольцев и контрактников. С 2019 года свидетели Иеговы больше не освобождены от службы в ВС. Обсуждается законопроект о введении обязательной службы и для женщин. Возможна замена военной службы на альтернативную или службу без оружия.
Призыв граждан в ВС регулируется Законом о воинской повинности и Законом о государственной службе. Это часть обязанности по национальной обороне, установленной статьей 127 Конституции, которая применяется ко всем финским гражданам. Призыв может быть проведен в качестве призывника или, если призывник имеет судимость, запрещающую военную службу, в качестве гражданской службы.(1 §)
За уклонение одновременно от армии и альтернативной службы предусмотрено тюремное заключение на срок в полгода.

## История

### До 1918 года
В ходе Русско-шведской войны, 1808 — 1809 годов, Русская гвардия, армия и флот разгромили шведские войска и силы. По условиям Фридрихсгамского мирного договора Шведское королевство уступило Российской империи шведские земли, где проживали финны, также часть провинций Вестерботтен и Лапландия и Аландские острова. Эти земли Всероссийским императором были объединены, и на них было учреждено Великое княжество Финляндское, уже в 1811 году разрабатывался проект создания финской национальной армии, отклонённый Александром I с резолюцией «национальное вооружение может иметь нежелательные последствия». После введения в стране всеобщей воинской обязанности Александр II постановил, что её следует ввести и в Финляндском княжестве.
С 1878 года финские рекруты оставались проходить службу на территории самого княжества в составе собственных вооружённых сил Великого княжества Финляндского; по постановлению земских чинов финского сейма, заседавшего 1877—1878, финское войско «может иметь только одну цель — защищать престол Финляндии и родину финнов». Срок службы определялся в три года (тогда как в России — 5 лет), а штаты определялись таким образом, что в военное время на службу должно было поступить в России 5 % всего мужского населения, в то время как в Финляндии 1,5 %. Назначать русских офицеров в финские войска запрещалось.
В ходе русско-турецкой войне 1877—1878 годов лейб-гвардии Финский стрелковый батальон сражался при Горном Дубняке.
С воцарением Николая II такая практика начала вызывать всё более сильное раздражение правых консерваторов, в 1901 году в связи с Законом о призыве отдельные вооружённые силы княжества Финляндского были упразднены.
Однако попытки интегрировать с 1901 году финские части в состав российской армии вызывали яростное сопротивление финнов. С 1905 года империя и Великое княжество Финляндское приходят к компромиссу: воинская повинность для финнов заменена обязательством Финляндии выплачивать в казну 10 миллионов финских марок ежегодно.
На начало XX века финские войска состояли из лейб-гвардии финского стрелкового батальона, восьми армейских финских стрелковых батальонов и Финского драгунского полка.

### 1918—1938

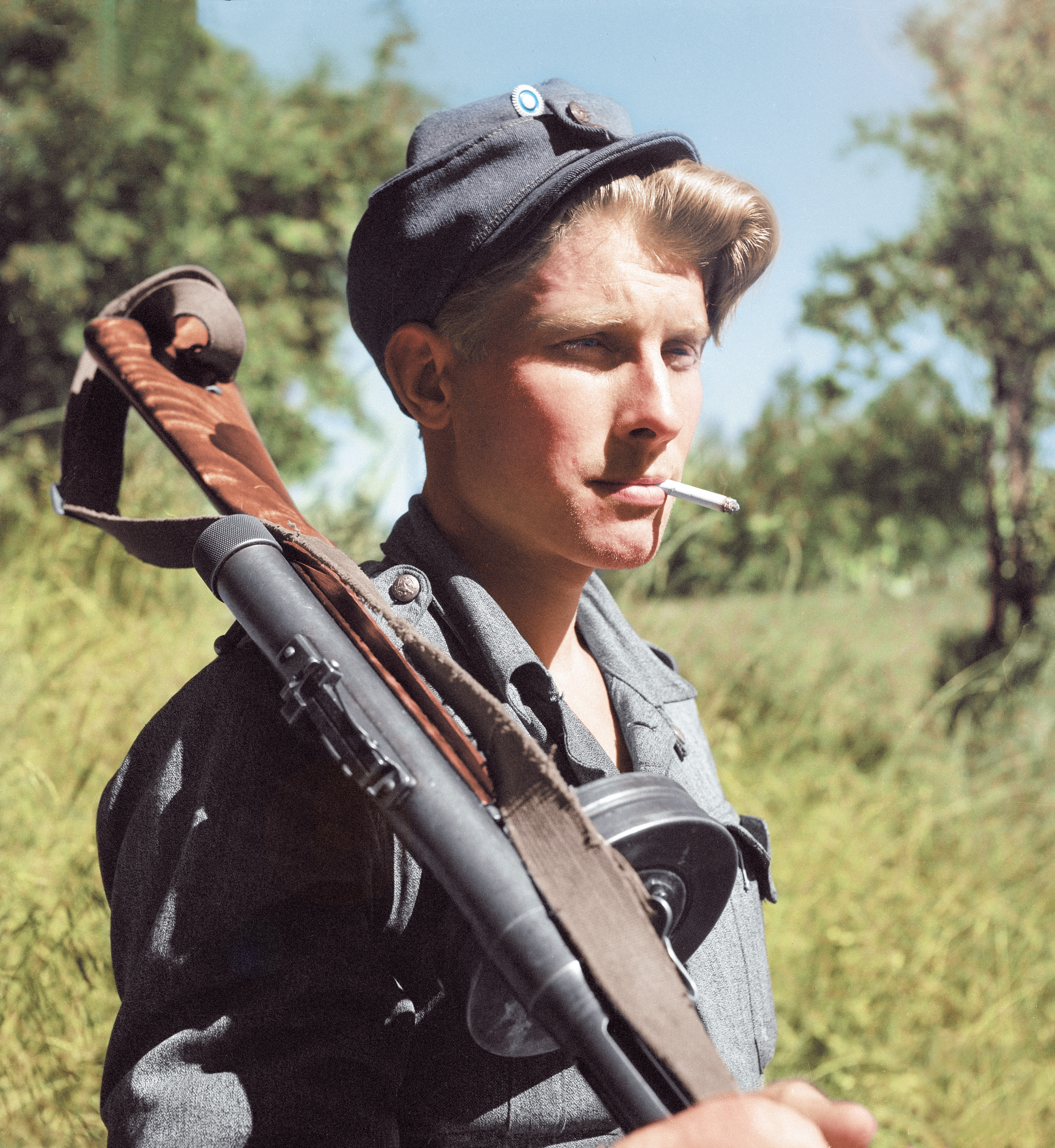
Финский солдат

Становление вооружённых сил Финляндии началось после провозглашения независимости Финляндии в декабре 1917 года и продолжалось в ходе гражданской войны. Весной 1919 года была создана пограничная охрана Финляндии. В период до окончания Первой мировой войны и капитуляции Германии Финляндия получала военную помощь со стороны Германской империи. Кроме того, под руководством Великобритании был сформирован Мурманский легион.
В 1919 году в дополнение к 7,92-мм пулемётам MG.08/15 и MG.08/18, полученным от немецкого экспедиционного корпуса, финская армия получила дополнительное количество пулемётов MG.08/15 и MG.08/18 из Франции, но в 1920 году командование финской армии приняло решение о стандартизации пулемётного парка и в 1920—1928 гг. в Дании были закуплены около 700 ручных пулемётов Madsen.
Финляндия принимала участие в иностранной военной интервенции против России. 14 октября 1920 года в Тарту был подписан мирный договор между Финляндией и РСФСР.
В 1920-е годы началось создание оборонительной линии на Карельском перешейке, которая получила наименование «линия Маннергейма».
В октябре 1924 года командование финской армии утвердило техническое задание на создание нового ручного пулемёта, которым стал L/S-26 (всего финская армия получила около 4700 шт. L/S-26 и около 50 шт. L/S-26/32).
В 1924—1925 годы под руководством английского генерала Кэрка финская армия была реорганизована, была создана новая система её комплектования.
В 1926 году военный бюджет Финляндии составлял 17,4 % государственного бюджета страны, для увеличения мобилизационного резерва финской армии в Италии были куплены 42 тыс. трёхлинейных винтовок русского образца и 625 пулемётов «максим». В 1927 году военный бюджет Финляндии составлял 15,3 % государственного бюджета, было завершено строительство государственного оружейного завода и расширен пороховой завод, началась реорганизация вооружённых сил в сторону численного, организационного и технического усиления.
На 1927 год в составе вооружённых сил Финляндия были отдельные самокатные батальоны.
К началу 1928 года автопарк Финляндии составлял 25 250 автомашин (при проведении мобилизации автотранспорта это количество обеспечивало потребности финской армии в автомашинах в военное время).
В 1930-е годы начинается создание танковых войск: из Франции было получено 32 танка FT-17; из Великобритании в 1934 году были поставлены один пулемётный танк «Vickers Carden Loyd mod.33» (в варианте Mk.VIB с 7,71-мм пулемётом «виккерс») и один плавающий танк «Vickers A4E11», а в период с 1937 года до 1 сентября 1939 года — ещё 32 танка Vickers Mk E. Кроме того, в Швеции были заказаны шесть бронемашин Landsverk L-182.
В 1931 году в Хельсинки была создана финская автомобильная компания Sisu, с 1932 года освоившая выпуск 1,5-тонных грузовиков S-321 и S-323, а позднее — грузовиков SO-3 и SH-6 (которые небольшими партиями начали закупать для финской армии). Также, в 1936—1937 г. фирма изготовила один пулемётный бронеавтомобиль «Sisu». В результате, к 1938 году в финской армии имелось 430 грузовиков (в том числе около 20 грузовиков финского производства) и легковые автомашины иностранного производства.
В 1935 году на вооружение финской армии был принят пистолет Lahti L-35.
В городе Варкаус, на производственной базе машиностроительного завода «A. Ahlström Ltd.» были созданы Центральные танкоремонтные мастерские, которые являлись центральной ремонтной базой финских сухопутных сил.

### 1939—1945

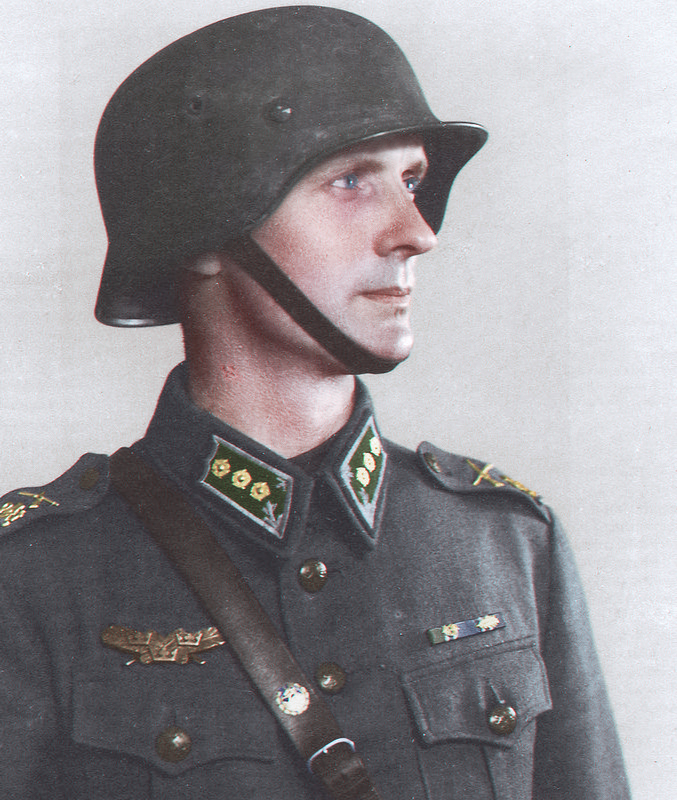
Капитан финской армии, 1940-е

К началу второй мировой войны в 1939 году в финской армии имелось 480 грузовиков (в том числе около 25 грузовиков финского производства) и легковые автомашины иностранного производства.
В период с 30 ноября 1939 года по 12 марта 1940 года финские войска участвовали в Зимней войне. Война завершилась 12 марта 1940 года подписанием Московского мирного договора (боевые действия закончились в полдень 13 марта).
Между тем тенденция к сближению между Финляндией и нацистской Германией в военной сфере начала всё более отчётливо проявляться со второй половины 1940 года. При разработке соответствующих планов Финляндия представляла для Германии несомненный интерес как страна, непосредственно соседствовавшая с СССР и имевшая с ним самую протяжённую границу из всех его западных соседей. Особо активными германо-финляндские связи в военной сфере стали с весны 1941 года. Как отмечал восточногерманский исследователь М. Менгер, «период с февраля по апрель 1941 г. являлся масштабным этапом в развитии военного сотрудничества, направленного на подготовку нападения на Советский Союз, он выражался в серьёзной интенсивности контактов»
25 мая - 26 мая 1941 года после переговоров с Германией в Зальцбурге и в Берлине принято решение о совместном взаимодействии против СССР. (Формальное соглашение о военно-политическом сотрудничестве между Финляндией и Германией, известное как «соглашение Рюти — Риббентропа», было подписано лишь 26 июня 1944 г.)
18-19 июня Люфтваффе было дано разрешение использовать несколько военно-воздушных баз на территории Финляндии.
24-25 июня после налётов авиации СССР , которые являлись ответом на рейды немецкой бомбардировочной авиации, совершавшей промежуточные посадки на финских аэродромах и первых операций немецких ВВС в рамках плана «Барбаросса» по минированию подходов к Кронштадту и Ленинграду , которые проводились 22 июня также с использованием воздушного пространства Финляндии.
26 июня 1941 года Финляндия объявила войну СССР.
Позднее, 6 декабря 1941 года, после отказа финского руководства прекратить военные действия против СССР, Великобритания объявила войну Финляндии. Военные действия были прекращены 4 сентября 1944 года.
19 сентября 1944 года в Москве между Финляндией, СССР и Великобританией было подписано Московское перемирие, после которого страна вышла из войны, а затем начала боевые действия против немецких войск на территории Финляндии. В марте 1945 года правительство Финляндии объявило войну Германии. В ходе Лапландской войны 1944—1945 гг. потери немецких войск составили около 1 тыс. военнослужащих убитыми, около 2 тыс. ранеными и около 1 300 пленными; общие потери вооружённых сил Финляндии составили 774 военнослужащих убитыми, 262 пропавшими без вести и 2 904 ранеными.
С ноября 1944 года командование вооружённых сил Финляндии начало создание секретной мобилизационной картотеки и скрытых от Антигитлеровской коалиции фондов горючего, смазочных масел, вооружения, боеприпасов и военного имущества, что являлось прямым нарушением условий заключённого 19 сентября 1944 года Московского перемирия. В планировании и осуществлении операции участвовали 30 офицеров генерального штаба и 300 работников окружных управлений зон военного ведомства; 650 военнослужащих занимались сокрытием военного имущества, свыше 900 — охраняли созданные в стране тайные склады. 4 марта 1947 года министерство внутренних дел Финляндии опубликовало официальное заявление о том, что в ходе расследования дела о хищении военного имущества и создании в стране сети тайных складов было опрошено 6 тыс. человек (в том числе, два генерал-лейтенанта, 4 генерал-майора, 19 полковников и 31 подполковник вооружённых сил Финляндии), из которых 1 256 были подвергнуты краткосрочному аресту и 128 — предварительному тюремному заключению. На 1 311 тайных складах было обнаружено 11 миномётов, 40 противотанковых ружей, 509 ручных пулемётов, 132 пулемёта иных систем, 2 852 автомата, 20 494 винтовки, 474 панцерфауста, 15 703 ручные гранаты, 6 199 мин, 22 272 кг взрывчатых веществ, 8 847 650 патронов, 766 полевых телефонов, 78 полевых телефонных коммутаторов, 180 полевых радиостанций, 92 коротковолновых телефона, 1 611 км телефонного провода, 138 500 л бензина, 24 416 л керосина, 7 162 кг смазочных масел, большое количество продовольствия, палатки и иное военное имущество. Кроме того, вне складов сотрудниками министерства внутренних дел Финляндии были обнаружены и изъяты ещё 3 пулемёта, 18 автоматов, 195 винтовок, 238 ручных гранат и 79 269 патронов — в результате, общая стоимость обнаруженного и изъятого вооружения, боеприпасов и военного имущества составила 87 млн 602 тыс. финских марок. По результатам расследования, были привлечены к ответственности высокопоставленные офицеры финской армии (в том числе, генерал-лейтенанты Аиро и Мякинен, полковники Нихтиля и Хухтала).

### После 1945 года
После окончания Второй мировой войны Финляндия участвовала в нескольких миротворческих операциях ООН. Впервые финские военнослужащие приняли участие в операции ООН в составе Чрезвычайных вооружённых сил ООН, созданных после Суэцкого кризиса. Потери Финляндии в миротворческих операциях ООН составляют 46 военнослужащих погибшими.
25 августа 1961 года была создана егерская парашютная школа.
По состоянию на 1978 год, общая численность вооружённых сил Финляндии составляла 40 тыс. человек (из них 32 тысячи были военнослужащими срочной службы):
- сухопутные войска насчитывали 34 тысячи человек и включали шесть пехотных бригад; одну бронетанковую бригаду; 8 отдельных батальонов; три полка и два отдельных дивизиона полевой артиллерии; два полка и три отдельных дивизиона береговой артиллерии; один полк и четыре отдельных дивизиона зенитной артиллерии[3].
- военно-воздушные силы насчитывали 3 тысячи военнослужащих и около 50 боевых самолётов (2 истребительные и 1 учебно-тренировочную эскадрильи), а также одну транспортную эскадрилью, одну эскадрилью общего назначения, одну эскадрилью связи и одну вертолётную эскадрилью[3].
- военно-морские силы насчитывали 2,5 тысячи человек и свыше 60 кораблей и судов[3].

Финляндия направила подразделение в состав миротворческого контингента UNIFIL в южном Ливане.
- 7 июня 1985 года[48] отряд «Армии южного Ливана» разоружил и захватил в заложники 24 финских солдата и 1 французского полковника UNIFIL[49]. Боевики АЮЛ угрожали убить финских миротворцев, но позднее отпустили троих[50], оставшиеся заложники были освобождены 16 июня 1985[51].
- 16 октября 2001 года финский контингент был выведен из состава UNIFIL. Всего за 19 лет участия в операции в составе контингента UNIFIL приняли участие 11200 финских военнослужащих, 11 из них погибли[52].

С 9 мая 1994 года Финляндия активно участвует в программе НАТО «Партнёрство ради мира» (Partnership for Peace).
- в 1995 году начался «Процесс планирования и анализа», направленный на достижение оперативной совместимости воинских формирований Финляндии и стран НАТО[53].
- в 1997 году было подписано «Соглашение о статусе сил», которое регламентирует пребывание войск стран НАТО и Финляндии на территории друг друга[53].

С 1995 года в армии могут служить в качестве добровольцев женщины[уточнить].
В январе 1997 года на базе Центра подготовки парашютистов в населённом пункте Утти был создан отдельный егерский полк специального назначения «Утти».
После начала летом 1999 года операции НАТО по стабилизации обстановки в Косово и Метохии, Финляндия направила военнослужащих в состав контингента KFOR.
В 2002 - 2021 гг. Финляндия принимала участие в войне в Афганистане.
В 2003 году в ФРГ было закуплено 140 танков «Leopard 2A4».
По состоянию на 2011 год, военный бюджет Финляндии составлял 3,62 млрд долларов США, мобилизационный ресурс — 300 тыс. чел., общая численность вооружённых сил — 22,25 тысячи чел. (из них 16,5 тысяч военнослужащих срочной службы), резерв — 340 тысяч, ещё 11,5 тысяч служили в иных военизированных формированиях.
- Сухопутные войска: включали штаб, 4 командования, 12 бригад (одна бронетанковая, две механизированные, одна артиллерийская, одна инженерная, три егерских), несколько полков зенитной артиллерии, один батальон сил специальных операций и вертолётную эскадрилью — 16 тысяч чел., 100 танков «Leopard2A4»; 194 боевых машин пехоты (из них 92 БМП-2); 10 БРМ; 613 бронетранспортёров; 678 орудий полевой артиллерии; 82 122-мм РСЗО; 265 миномётов; некоторое количество орудий зенитной артиллерии; 100 пусковых установок ПТУР; 17 вертолётов (в том числе два Ми-8 и семь Hughes 500D)[55].
- ВВС: 3,85 тысячи человек, 121 боевой самолёт (55 F/A-18C; 7 F/A-18D; один F-28 «Maritime Enforcer»; два F-27 «Friendship»; 58 «Хок»; три «Learjet 35А»; восемь Valmet L-90 «Redigo»; пять Piper PA-31-350 «Chieftain»; 28 учебно-тренировочных Valmet L-70 «Vinka»[55].
- ВМС: 3,5 тыс. чел.[55]

- флот: восемь ракетных катеров (четыре «Хамика» и четыре «Раума»); два патрульных катера «Кисла»; шесть минных заградителей (два «Хяменмаа», один «Похьянмаа» и три «Пансио»); семь десантных катеров; пять учебных кораблей; 15 тральщиков; два буксира; 9 ледоколов; около 85 иных вспомогательных судов и катеров.
- войска береговой обороны: два полка береговой обороны, 102 130-мм орудий; 16 100-мм орудий; четыре противокорабельных ракетных комплекса RBS-15K.

- Пограничная охрана: 3,1 тысячи (из них 600 — в военизированных формированиях); шесть патрульных кораблей; семь катеров на воздушной подушке (четыре SAH2200 и три «гриффон»); более 60 патрульных катеров; два самолёта Do-228 и 11 вертолётов (пять AB-412, три AS-332L и три AB-206B)[55].

Весной 2012 года Финляндия приняла решение закупить у компании «Локхид-Мартин» партию авиационных крылатых ракет AGM-158 JASSM общей стоимостью 178,5 млн евро. В октябре 2012 года было принято решение закупить в ФРГ дополнительное количество ракет Eurospike для сухопутной армии и военно-морских сил Финляндии.
В марте и октябре 2012 года ВВС Финляндии участвовали в учениях НАТО в небе Балтики, но вопрос о возможности совместного со Швецией патрулирования воздушного пространства Исландии до настоящего времени ещё не снят.
В 2014 году Финляндия купила у Дании РСЗО M270 MLRS стоимостью 7 млн долларов США и высказала намерение закупить у США переносные зенитно-ракетные комплексы «стингер» на сумму 123 млн долларов США. Кроме того, было принято решение о покупке в Голландии 100 прошедших ремонт и модернизацию танков «Leopard 2A6» стоимостью 200 млн евро.
В июне 2014 года боевики "Исламского государства" начали масштабное наступление на севере Ирака, после чего положение в стране осложнилось. 29 июня 2014 года на занятых ИГИЛ территориях Ирака был провозглашен халифат. 5 сентября 2014 года на саммите НАТО в Уэльсе глава государственного департамента США Джон Керри официально обратился к руководству стран НАТО и других стан мира с призывом присоединиться к борьбе с ИГИЛ. Финляндия отправила подразделение в Ирак (изначально - 50 военнослужащих, в апреле 2016 года численность была увеличена до 100 военнослужащих).

## Современное состояние
Вооружённые силы Финляндии находятся в полном соответствии требованиям, предъявляемым к вооружённым силам страны блока НАТО. Регулярно проходят военные учения.
Комплектование кадрами осуществляется на основе всеобщей воинской повинности и набором по контракту. Призывной возраст начинается с 19 лет.
Общий бюджет оборонительных сил Финляндии составляет чуть менее 3 млрд евро в год. Отмечается нехватка финского медицинского персонала в горячих точках во время операций по урегулированию кризисов.
В 2010-е годы осуществляется модернизация сухопутных сил, на 2020-е годы намечена закупка новых кораблей, а на конец 2020-х — замена истребителей «Хорнет».
Вооружённые силы Финляндии в первую очередь сосредоточены на территориальной обороне. В Докладе об обороне за 2017 год, который будет обновлён в 2021 году, утверждается, что изменения в среде безопасности повысили требования к вооружённым силам, и подчёркивается, что финансовые ограничения вынуждают искать компромисс между долгосрочными планами закупок и оперативной готовностью. В октябре 2020 года в отчёте правительства о внешней политике и политике безопасности была дана оценка среды безопасности, которая быстро меняется и ухудшается. Государство-член ЕС, основные многосторонние оборонные отношения Финляндии с которым включают NORDEFCO и Северную группу, а также тесное двустороннее сотрудничество со Швецией и США; он строит тесные связи с НАТО, не вступая в НАТО. В 2017 году Финляндия присоединилась к многонациональной программе сотрудничества в области высокоточных боеприпасов класса «воздух — земля», разработанной группой государств-членов НАТО. Страна участвует в миротворческих миссиях ООН и вносит свой вклад в операции НАТО. Законодательство ограничивает численность персонала, задействованного в международных операциях по урегулированию кризисов, до верхнего предела в 2000 военнослужащих. В 2015 году ВВС запустили программу истребителей HX для замены своих F/A-18. В соответствии с программой Squadron 2020 ВМС заменят патрульные катера и минные заградители на суда размером с корвет. Оборонная промышленность Финляндии состоит в основном из частных малых и средних предприятий, специализирующихся на нишевых продуктах для международных рынков, но в ней также присутствуют некоторые конкурентоспособные на международном уровне более крупные компании, производящие колесные бронированные машины и турельные миномёты.

## Вопрос вступления в НАТО
Из основных финских политических партий Национальная коалиционная партия и Шведская народная партия Финляндии поддерживали членство в НАТО. В 2016 году партийная конференция Национальной коалиционной партии согласилась, что Финляндия может подать заявку на членство в «последующие годы». Многие отдельные политики выступали за НАТО, в том числе президент Саули Ниинистё и бывший премьер-министр Александр Стубб, а также бывший президент Мартти Ахтисаари, который утверждал, что Финляндия должна присоединиться к НАТО, чтобы «раз и навсегда избавиться от бремени финляндизации». Два других бывших президента от Социал-демократической партии, Тарья Халонен и Мауно Койвисто, публично выступили против этой идеи, утверждая, что членство в НАТО ухудшит отношения Финляндии с Россией.
После начала российского вторжения на Украину в феврале 2022 года наблюдалось значительное увеличение поддержки идеи вступления в НАТО населением Финляндии. В опросе, проведенном с 9 по 11 марта, за вступление в альянс выступили 62% респондентов.
Как сообщает Daily Mail, Россия начала стягивать войска к границе с Финляндией после того как Кремль предостерёг Хельсинки от вступления в НАТО. В доказательство издание приложило видео, на котором два ракетных комплекса (предположительно 3К55 «Бастион») движутся по трассе А-181 (на участке в Ленинградской области) в сторону Хельсинки, однако информация является не подтверждённой, как и правдоподобность видеоматериала.
4 апреля 2023 года Финляндия официально вступила в НАТО.